# کازویا مائدا (بازیکن فوتبال، زاده ۱۹۸۲)
کازویا مائدا (ژاپنی: 前田 和哉؛ زادهٔ ۸ سپتامبر ۱۹۸۲) یک بازیکن فوتبال اهل ژاپن است.
از باشگاه‌هایی که در آن بازی کرده‌است می‌توان به باشگاه فوتبال سرزو اوساکا، باشگاه فوتبال مونتدیو یاماگاتا و باشگاه فوتبال گراونز کیتاکیوشو اشاره کرد.